# George Radcliffe
George Radcliffe (1599  - mai 1657) est un avocat et homme politique anglais. Il passe une grande partie de sa carrière politique en Irlande, où il est un membre clé de la ferme et impitoyable administration Strafford. Il vit ses dernières années en exil aux Pays-Bas.

## Début de carrière
Fils de Nicholas Radcliffe (d. 1599) d'Overthorpe, West Yorkshire et de sa femme Margaret Marsh, veuve de John Bayley, il fait ses études à Oldham et à l'University College d'Oxford. Il atteint un certain succès en tant qu'avocat et devient vers 1626 le conseiller confidentiel de Thomas Wentworth, plus tard comte de Strafford, qui est apparenté à sa femme, Anne Trappes (décédée en 1659) . Strafford est un homme doué pour se faire des ennemis, mais Radcliffe reste son ami dévoué pour la vie . Le biographe de Strafford note que « dans toutes les crises de sa vie, c'est à Radcliffe qu'il a ouvert son cœur » .
Comme son maître, il est emprisonné en 1627 pour avoir refusé de contribuer à un emprunt forcé, mais il partage la bonne comme la mauvaise fortune de Wentworth, devenant son conseiller lorsqu'il est président du Conseil du Nord.

## En Irlande
Lorsque Wentworth est nommé lord adjoint d'Irlande, Radcliffe, en janvier 1633, le précède dans ce pays, et ayant été nommé membre du Conseil privé d'Irlande il a toute la confiance de Wentworth, son avis étant du plus grand service. Wentworth écrit que de tout le Conseil privé, il ne se confie qu'à Radcliffe et Christopher Wandesford, dont les services qu'il lui a rendus ne pouvaient jamais être convenablement récompensés. C'est Radcliffe qui persuade Strafford de se réconcilier après une première querelle avec James Butler (1er duc d'Ormonde), arguant à juste titre qu'Ormonde serait un ami et un allié d'une immense valeur.
D'un autre côté, lui et Strafford font preuve d'un très mauvais jugement dans leur campagne de harcèlement contre le puissant magnat Richard Boyle (1er comte de Cork), qui devient un ennemi implacable de Strafford, et travaille patiemment au fil des ans pour sa ruine.
Radcliffe siège à la Chambre des communes irlandaise en tant que député du comté d'Armagh de 1634 à 1635 et du comté de Sligo de 1639 à 1641, et est le fermier des recettes douanières. Il acquiert également des terres importantes dans le comté de Fermanagh et le comté de Sligo. Lorsque Strafford retourne en Angleterre en 1639, il confie à Radcliffe la gestion des finances de l'Irlande ainsi que les propres affaires financières enchevêtrées de Strafford. Radcliffe fait construire le château de Rathmines près de Dublin : il est détruit lors des guerres de la décennie suivante mais reconstruit au XVIIIe siècle .
En 1640, Radcliffe, comme Strafford, est arrêté et mis en accusation, mais les charges retenues contre lui sont abandonnées. Il est libéré en 1642, et en 1643 il est avec Charles Ier à Oxford. Il reste fidèle à la famille de Strafford et utilise sa connaissance approfondie des affaires financières de son maître pour sauver quelque chose pour sa veuve et ses enfants.

## Exilé
En 1647, il s'enfuit en France, et rejoint la Cour en exil. Son association avec Strafford, désormais considéré comme un martyr de la cause royaliste, fait de lui une figure d'une certaine importance, et il devient un conseiller confidentiel du futur Jacques II. Malheureusement, il est entraîné dans les querelles de James avec sa mère Henriette Marie et son frère Charles II, et pendant un certain temps, Charles le déclare persona non grata. Grâce à la bonne volonté d'Ormonde, Radcliffe revient finalement en grâce, mais a peu d'influence dans ses dernières années. Il écrit à sa femme qu'il est « aussi fatigué qu'un chien de son bureau », et que seule la loyauté envers James le dissuade de prendre sa retraite. Il se plaint également, comme de nombreux royalistes en exil, de sa grande pauvreté, « de ne pas avoir eu de nouveau costume depuis cinq ans ». Il meurt à Flessingue en mai 1657.
Par sa femme Anne, fille de Francis Trappes et de Mary Atkinson, il a un fils Thomas. Il récupère les domaines familiaux dans le comté de Sligo lors de la restauration de Charles II, mais meurt sans descendance à Dublin en 1679. Anne décède deux ans après son mari, et est enterrée à l'Abbaye de Westminster.
Radcliffe écrit un essai sur la vie de my Lord Strafford, dont le matériel pour les diverses vies de l'homme d'État est largement repris. Sa description de la seconde épouse bien-aimée de Strafford, Arabella Holles, est décrite comme « lyrique », et suggère qu'il a une dévotion romantique à sa mémoire .